# بلک مانتا
بلک مانتا (به انگلیسی: Black Manta) یک شخصیت خیالی ابرشرور در کتاب‌های کامیک آمریکایی منتشر شده توسط دی‌سی کامیکس است؛ که اغلب به عنوان دشمن شخصیت ابرقهرمان آکوامن محسوب می‌شود. شخصیت بلک مانتا توسط باب هانی و نیک کاردی خلق شده‌است؛ و برای اولین بار در شمارهٔ ۳۵ مجلهٔ آکوامن در سپتامبر ۱۹۶۷ معرفی شد.
یحیی عبدالمتین دوم در فیلم‌های آکوامن (۲۰۱۸)، و آکوامن و پادشاهی گم‌شده (۲۰۲۳) وظیفه بازی در این نقش را بر عهده داشت. این اولین حضور رسمی این شخصیت در یک فیلم سینمایی محسوب می‌شود.